# Взятие Киева Добровольческой армией

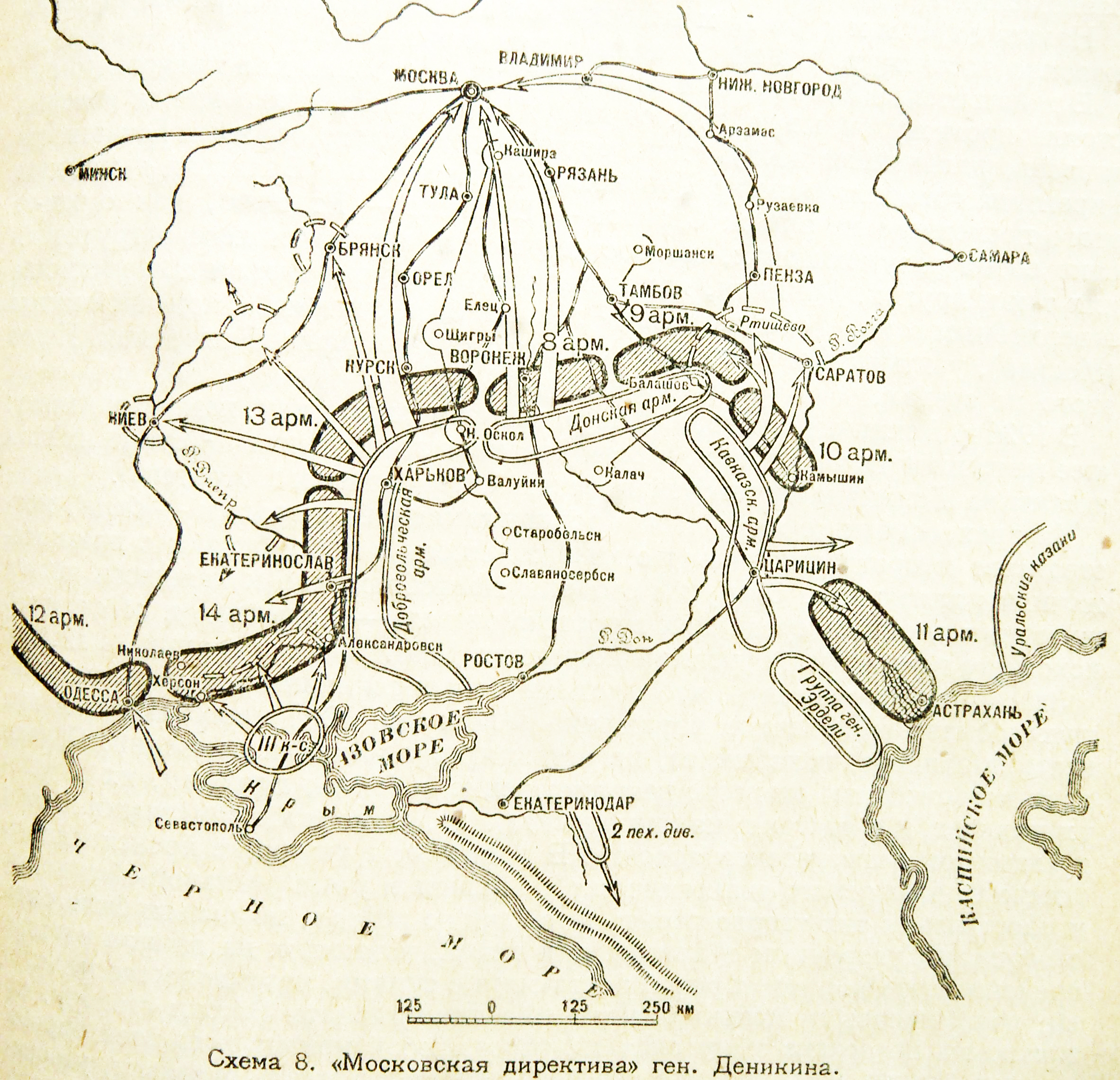
Направления ударов ВСЮР по «Московской директиве»

Взя́тие Киева Добровольческой армией  — овладение городом Киевом частями Вооружённых сил Юга России под командованием Н. Э. Бредова в период Гражданской войны в России. В ходе этой боевой операции из Киева были выбиты части Красной армии и вошедшие в Киев одновременно с частями ВСЮР объединённые части Галицкой армии и армии УНР. Поэтому в украинской историографии это событие именуется Киевская катастрофа (укр. Київська катастрофа).

## Предыстория

### Добровольческая армия
Задача овладения Киевом была поставлена командованием ВСЮР Московской директивой. Её пункт третий гласил: «Генералу Май-Маевскому наступать на Москву в направлении Курск, Орёл, Тула. Для обеспечения с запада выдвинуться на линию Днепра и Десны, заняв Киев и прочие переправы на участке Екатеринослав — Брянск».
Хотя основной удар наносился на Москву, роль киевского направления не была недооценена Деникиным. В своих мемуарах «Очерки русской смуты» он писал:

Предпринимая наступление в направлении Киева, я имел в виду огромное значение соединения Добровольческой армии с польскими силами, наступающими к линии Днепра. Это соединение выключило бы автоматически весь западный фронт и освободило бы значительную часть сил Киевской и Новороссийской областей для действий в северном направлении. Наступление польских войск к Днепру отвлекло бы серьёзные силы большевиков и обеспечило бы надёжно с запада наши армии, идущие на Москву. Наконец, соединение с поляками открывало нам железнодорожные пути в Западную Европу — к центрам политического влияния и могущества, к источникам материального питания армии.
Для выполнения поставленной этой Директивой задачи в конце июля была выделена группа войск под командованием генерал-лейтенанта Н. Э. Бредова в составе 5-го кавалерийского корпуса, 7-й пехотной дивизии и Сводно-гвардейской бригады общей численностью примерно шесть тысяч штыков и сабель.
Боевые действия должны были проходить на территории Украины, где кроме войск РККА им пришлось столкнуться с армией УНР, больше известной по имени своего командующего — петлюровцами.
Добровольцы, сражающиеся за «Единую и Неделимую Россию», видели в петлюровцах, как в подданных бывшей Российской империи, предателей. Деникин издал 3 (16) августа 1919 год для войск, вступающих в Малороссию, специальный приказ, в котором, в частности, говорилось: 

Петлюровцы могут быть или нейтральны, тогда они должны немедленно сдать оружие и разойтись по домам; или же примкнуть к нам, признавши лозунги, один из которых широкая автономия окраин. Если петлюровцы не выполнят этих условий, то их надлежит считать таким же противником, как и большевиков.
К галичанам добровольцы относились скорее доброжелательно, так как те, будучи до Первой мировой войны подданными Австро-Венгерской империи, Россию не предавали.

### Украинские войска
C запада в направлении Киева и Одессы, одновременно с началом наступления добровольцев, начали своё наступление и украинские войска Украинской народной республики и Западно-Украинской народной республики. В середине июля 1919 года Западно-Украинская народная республика потерпела поражение в войне с Польшей, и её правительство и армия — Галицкая армия — отступили на территории, контролируемые УНР, а армия перешла в подчинение последней. Командование над обеими армиями стал осуществлять Штаб главного атамана С. В. Петлюры. Общая численность украинских армий составляла около 80 — 85 тысяч бойцов, она имела свыше 20 тысяч коней, около 1000 пулемётов и свыше 300 орудий. Кроме того, определённую силу составляли различные «зелёные атаманы», действовавшие в красном тылу и являющиеся союзниками украинской власти, общим числом до 10 тысяч. Бо́льшую, более дисциплинированную, но хуже вооружённую часть составляли бойцы Галицкой армии.
Предвидя неизбежность столкновения с белогвардейцами, украинское армейское командование издало следующий приказ: 

В случае встречи с частями Добрармии следует придерживаться, до дальнейшего распоряжения, следующих норм:
1. Удерживаться от любых враждебных акций.
2. Предложить войскам генерала Деникина, чтобы они не занимали тех местностей, которые уже в наших руках или должны быть заняты.
3. Предложить им освободить район нашего похода, чтобы не останавливать нашего движения.
4. Приложить все усилия, чтобы досконально разведать организацию и состояние войска, численность и задания, моральное настроение, вооружение, одежду и амуницию армии Деникина. Дальше надлежит разведать отношение деникинских войск к Украинской Державе и к нашим войскам. Немедленно сообщить о том, какие данные уже получены по этим вопросам. Окончательные указания вскоре будут даны.— 23 августа 1919 года. Штаб Главного Атамана. Начальник штаба генерал-полковник Николай Юнаков.

По мнению историка Д. В. Леховича, галичане не желали воевать с Добровольческой армией и были не против предлагаемой широкой автономии в составе России, так как видели в России, за восстановление которой сражались добровольцы, защитницу от колонизации своего края немцами и поляками; тогда как петлюровцы считали Россию своим главным врагом, независимо от того, будет она «красной» или «белой», и готовы были поддерживать одну из борющихся сторон лишь для того, чтобы максимально ослабить обе стороны, а уж потом договориться с обескровленным победителем о полной независимости Украины. Эта разница в отношении к «русскому вопросу» повлияла на последующие события.

### Красная армия
В описываемый период состояние красных армий Южного фронта описывалось как «тяжёлое». Хотя к началу выполнения ВСЮР задач, поставленных «Московской директивой», на участке действия Добровольческой армии силы РККА многократно превосходили добровольцев (в 14-й армии числилось 50 тысяч штыков и 3 тысячи сабель, в 13-й армии — 17 тысяч штыков и 600 сабель против 38 тысяч добровольцев) моральное состояние советских войск было низким — из-за общих неудач на Южном фронте; непрекращающейся угрозы Петрограду; нарастающему напряжению на Западном фронте; ненадёжного тыла, в котором не прекращались антисоветские восстания. Из-за отсутствия резервов красное командование не имело возможности манёвра и думало лишь о том, как вывести войска из-под ударов, которые в описываемый период наносились по ним с юга, запада и востока.
С началом активной фазы боёв в первую декаду августа 1919 г. 1-й армейский корпус генерала Кутепова нанёс удар в стык 13-й и 14-й советских армий. Красный фронт был прорван, обе армии были вынуждены начать отход вглубь Украины. В образовавшуюся брешь вклинились войска ВСЮР. Сводный корпус под командованием Бредова устремился к Киеву.
Сам Киев до начала августа 1919 г. считался тыловым городом, в нём располагались штабные и тыловые подразделения 12-й армии. С 3 (16) августа 1919 год в Киеве возобладали эвакуационные настроения. Для защиты города от добровольцев была объявлена мобилизация, принёсшая ничтожные результаты. Одновременно с этим началась эвакуация на север советских учреждений, служащих и имущества. Для эвакуации имелось две возможности — гужевая и пароходом по Днепру. Ответственные работники предпочитали более безопасный способ и отправлялись из Киева речным транспортом. Вот как вспоминал об этих днях очевидец событий: 

Была объявлена милитаризация учреждений, при которой служащих заставляли бездельничать, вместо шести, восемь часов в день.… Было тяжело и противно видеть, как увозилось бесконечное количество запасов и всякого имущества, в том числе, например, оборудования реквизированных частных лечебниц и т. д. Но самым грозным был вопрос о возможности принудительной эвакуации людей.… В городе распространялись слухи о предстоящем увозе целого ряда категорий интеллигенции… В действительности это несчастье стряслось только над врачами. «Обычаи» гражданской войны, по-видимому, допускали, чтобы население эвакуируемой территории было оставлено без медицинской помощи. 
 …Бесконечное количество подвод, гружённых всякими вещами, спускалось по улицам города на Подол, к гавани. Тут были и реквизированные швейные машины, и утварь эвакуируемых учреждений, и кожа, и мешки с солью… Иногда попадалась подвода с щегольскими чемоданами, довольно часто подводы с мебелью. Возле гавани, особенно в последние дни, происходил форменный базар: половина свезённых к Днепру вещей попадала не на пароходы, а в руки перекупщиков.— Гольденвейзер, А. А. Из киевских воспоминаний (1917 — 1920 гг.)
Бессильные что-либо изменить на фронте, большевики усилили репрессии в тылу. От центральных властей в Киев был прислан чекист Я. Х. Петерс. Киев был объявлен «укреплённым районом», его комендантом был назначен сам Петерс, его заместителем — начальник Всеукраинской ЧК М. И. Лацис. Была объявлена мобилизация для возведения укреплений в предместьях Киева, участились облавы на дезертиров. Количество киевлян, задержанных ЧК по малейшему подозрению, исчислялось сотнями. Многие из них были расстреляны в последние дни большевистской власти в городе.

## Борьба за Киев

### Наступление на Киев украинских армий
С запада и юга на Киев наступала Средняя (или Киевская) группа объединённых украинских армий под командованием генерала Антона Кравса в составе I и III (без 2-й бригады) корпусов Галицкой армии и Запорожского корпуса армии УНР, общей численностью до 18 тысяч штыков и сабель. Совместно с ними действовали партизанские отряды атаманов Зелёного, Струка, Мордалевича, числом до 5 тысяч партизан. Группе Кравса были даны указания привлечь к захвату города подразделения армии УНР «из политических соображений».
Красные войска, не вступая в серьёзные столкновения с украинскими частями, спешно отходили, опасаясь быть окружёнными в Киеве наступающими с востока добровольцами. Только 16 (29) — 17 (30) августа 1919 года красные, переходя в контратаки, пытались остановить наступление, но были смяты. К концу дня 30 августа последние красные подразделения оставили Киев, а командование Средней группы, части которой закрепились на западных окраинах города — в Жулянах, Юровке, Святошино — отдало приказание выслать отряды во все стратегически важные пункты Киева с целью установления контроля над ними, в том числе на мосты через Днепр. В Киеве украинским войскам достались богатые трофеи, в том числе шесть бронепоездов; в плен попало около 5 тысяч красноармейцев.
При вступлении в Киев украинцами был захвачен «в плен» отряд местной самообороны — «гражданской милиции», — организованный Киевской городской думой в последние дни пребывания большевиков у власти для организации защиты имущества горожан и поддержания порядка на улицах. Члены отряда были тут же разоружены и отпущены по домам, за исключением евреев, которые все, в количестве примерно сорока человек (в основном учащаяся молодёжь), были расстреляны.
Генерал Кравс, командующий галичанами, чей штаб всё ещё располагался в Фастове, назначил торжественное вступление своих войск в Киев на следующий день, 18 (31) августа 1919 года, которое должно было завершиться парадом в 16:00 часов на Думской площади. На торжественный вход украинских войск в столицу Украины и парад должен был прибыть Петлюра.
Вследствие беспечности и «партизанского» образа действий приказы командования Галицкой армии об охране мостов не были выполнены — Запорожский корпус просто проигнорировал приказ галицкого командования о занятии Железнодорожного моста, а повстанцы атамана Зелёного, принимавшие участие в походе на Киев, также не выполнили приказания выйти на левый берег Днепра и закрепиться в районе Бортничи—Бровары, а один из мостов, который в «Журнале Главного штаба УГА» назван «средним», не был захвачен, так как, согласно записи, сделанной в журнале, он… не был нанесён на карту. Подвела украинский штаб и разведка — она сообщала, что добровольцы на 29 августа вели бои в 80 километрах от Киева и что в Киеве они не смогут быть ранее 3 сентября.

### Наступление ВСЮР
В это же время с левого берега Днепра к городу приближались войска группы Бредова. 30 августа были заняты Никольская и Предмостная слободки на левом берегу Днепра, и передовые разъезды и патрули добровольцев, пройдя по не тронутым красными и не охраняемым украинцами мостам, появились на улицах Киева уже вечером 30 августа. Первыми в Киев вошли три кавалерийских полка 5-го кавалерийского корпуса. За ними следовали пехотные части полковника А. А. Стесселя и генерал-майора Н. И. Штакельберга. Войдя в Киев, добровольцы начали продвижение к центру города, по пути разоружая все встречавшиеся им украинские части (так была разоружена Коломыйская бригада Галицкой армии и несколько более мелких отрядов). Всего в Киев вошло до трёх тысяч добровольцев. В Киеве они смогли найти поддержку почти тысячи бойцов офицерских дружин.

### События 31 августа 1919 г.
…Вже в 8-iй годинi ранком увійшли частини Денікiна до Київа — здаеться — через середний необсаджений міст i також через залізничий міст, куда переїхало кілька панцирок. Вони розташувалися в полуднево-східних передмістях. 

З огляду на це приказали команданти поодиноких бригад I-го i III-го Корпусів своїм, находячимся ще поза містом, куреням сейчас вмашерувати до Київа, а отаман Віметаль, як найстарший з наших командантів, вступив в переговори з денікiнськими командантами, при чім вирішено провізоричну демаркаційну лінiю. Лінiя ця веде по генеральній мапi з району сейчас на полудне від вуличного моста аж до напису «Деміевка». Не зважаючи на цю умову, зявився між 16-ю а 17-ю годиною денікiнский генерал Штакельберг разом з сильною делегаціею старшин i відділом складаючимся около з 100 до 200 людей біля городськоi Думи, яка вже була нами обсаджена, i де в межичасi зібралася була велечезна товпа публики. В тім самім часi заїхали i генерал Кравс та полковник Микітка до городської Думи, а генерал Кравс сейчас заждав відступу генерала Штакельберга за лінiю умовлену з отаманом Віметальом. Генерал Штакельберг обіцяв виконання цего жадання, просив однак о позволення переговорювати в тій справi дальше з генералом Бредовим, який — здавалося — був його найвищим командантом. 

В межчасi зібрана товпа, знаючи про присутність денікiнських війск в Киівi, зажадала вивішення російського прапора на Думi, крім вже нами там застромленого українського. Щоби успокоїти товпу, в якій находилося багато бувших російських старшин, позволив на це генерал Кравс як знамя спільної боротьби обох армій проти большевиків i тим цей iнцідент здався бути укінчений. Однак частини Запоріжської Групи, якi в цій хвилинi перемашеровували попри Думу, здерли російський прапор, а це викликало сейчас величезний заколот. Почалася стрілянина, при чім з дахів i бальконів стріляло також на нашi  частини цивільне населення. Там ми втратили 10 убитих козаків, убито також 7 коней. Повстала велика паніка, а Запоріжська Група лишила в містi навіть свої гармати. 

З огляду на так заострену сітуацію удався генерал Кравс особисто автом до генерала Бредова, щоби безпосередними переговорами скоро усунути це положення. Вже в дорозi стрінув він сильнi кольони добровольців, якi машерували на місто. Переговори тривали декілька годин. 

В межичасi напали добровольцi на нашi — розкиненi по містi частини, якi по більшій части стояли ще під впливом щойно минувшої паніки, i розоружили декілька частин, під час коли иншi відділи, стравляючи оружний опір, вийшли поза міста. Штаб I-го Корпуса заледво вспів в час вицофатися, штаб III-го Корпуса й одинайцять його сотень розоружено. Одноцільний опір з причини згадної паніки був неможливий. Силу денікiнських частин оцінював генерал Кравс на принайменше двi дивізiї; генерал Бредов е командантом гвардейського корпуса.
18 (31) августа 1919 года, когда украинские части утром торжественно двинулись колонной на Думскую площадь, в город через Цепной мост вошли передовые части добровольцев, под командованием Н. И. Штакельберга. Около полудня украинские части расположились на Думской площади возле Киевской городской думы, на балконе которой водрузили украинский флаг. Как вспоминал очевидец событий К. Г. Паустовский «Флаг на этом балконе был своего рода заявочным столбом. Его вывешивала каждая новая власть…». В Думе войска освободителей ожидали члены городской управы во главе с городским головой Рябцевым, которые намеревались выяснить отношение новых хозяев города к городской власти. С галичанами начались переговоры. Узнав в то утро, что добровольцы уже в Киеве, Петлюра отменил своё прибытие в город и передал приказ отменить запланированный парад. Примерно так же поступил и командующий Галицкой армией Мирон Тарнавский — с той только разницей, что он узнал о присутствии добровольцев в Киеве только тогда, когда уже сам прибыл поездом в город. Узнав об этом, он немедленно на том же поезде покинул Киев.
Около двух часов дня добровольцы также вышли к Городской думе. Население с энтузиазмом встречало своих избавителей от большевиков — галичан и добровольцев. Эскадрон добровольцев выстроился рядом с конной сотней галичан. В пятом часу пополудни к Думе, где уже находилось командование и подразделения добровольцев, прибыл принимать парад украинских частей генерал Кравс. Командир эскадрона добровольцев, представившись генералу, попросил разрешения его подразделению принять участие в параде и установить рядом с украинским флагом, уже вывешенным на Думе, русский триколор. На обе просьбы Кравс дал согласие.
Подъём русского флага вызвал взрыв энтузиазма у многотысячной толпы киевлян, заполнивших Думскую площадь и Крещатик. В этот момент по площади торжественно проходила воинская часть из Запорожского корпуса полковника В. П. Сальского (к тому же назначенного Кравсом комендантом Киева). Увидев на Думе российский триколор, он отдал приказ сорвать его. Один из его солдат поднялся на балкон, сорвал российский флаг и бросил его на землю в пыль под копыта коней.
От этой выходки украинцев толпа на площади пришла в бешенство. К Сальскому подлетел кавалерист-доброволец и попытался зарубить его, но сам пал, изрубленный шашками запорожцев. На площади поднялась стрельба. Добровольцы дали залп в воздух. В украинцев стреляли и кидали гранаты из толпы. Галичане были в своей массе селянами, в городе они ориентировались плохо и растерялись. В их рядах началась паника, были убитые и раненые, украинцы спешно бежали с Думской площади. По всему Киеву добровольцы начали разоружать и брать в плен украинские части. Всего были разоружены или попало в плен до трёх тысяч бойцов украинской армии, в том числе в плен попал штаб III-го корпуса. Были захвачены орудийные батареи и многие большевистские трофеи, которые достались украинцам. Те же части, которые не поддались панике и не покинули пределов города, сконцентрировались в районе железнодорожного вокзала, в котором расположился штаб галичан (публицист В. В. Шульгин описал это так: «Петлюровцы бежали „быстрее лани“ и сконцентрировались у вокзала…»), под командой полковника Микитки, числом до четырёх тысяч, ожидая приказов своего командования, но приказов не поступило.
Как вспоминал очевидец событий Борис Ефимов, ставший впоследствии известным советским карикатуристом: «к вечеру того же дня петлюровский шакал отступил с жалобным воем, испугавшись крупного хищника — деникинского волка».
Генерал Кравс, который не одобрял поведение петлюровцев, бросился спасать положение — он явился на переговоры в штаб Бредова, который располагался в здании 5-й Киевской женской гимназии. Бредов продержал Кравса в приёмной несколько часов, прежде чем принял его. Кравсу, для привлечения внимания к своей персоне и к факту того, что русский генерал обращался с ним не как с равным, пришлось даже пойти на демонстрацию — объявить себя «пленным» Бредова и сдать личное оружие. После этого, поздним вечером, переговоры начались и продолжались около четырёх часов. Бредов прежде всего заявил Кравсу, что «Киев, мать городов русских, никогда не был украинским и не будет» и что никаких переговоров с делегацией армии УНР быть не может: «…пусть не приезжают, будут арестованы и расстреляны как изменники и бандиты». Кравс заверил Бредова, что галичане в оперативном отношении действуют независимо от армии УНР и ей никак не подчинены. Бредов потребовал от Кравса немедленно и без всяких условий вывести все украинские войска из Киева. Примерно в два часа ночи 19 августа (1 сентября) 1919 года соглашение между галичанами и добровольцами было достигнуто. Кравс подписал приказ о выводе украинских войск из Киева на один дневной переход на запад — примерно 25 километров, — что соответствовало линии сёл Игнатовка — Васильков — Германовка; украинские войска обязались не предпринимать никаких враждебных действий против добровольцев; украинцы не могли вывезти из Киева больше, чем привезли с собой; стороны обоюдно обменивались пленными и возвращали оружие разоружённых отрядов (впрочем, как сообщал «Журнал Штаба…», в плену у деникинцев на 4 сентября 1919 г. всё ещё пребывало несколько сотен галичан, в том числе офицеры штаба III корпуса и значительное количество захваченного вооружения и боеприпасов). Отдельной статьёй было выделено следующее заявление: «Галицкая армия действует независимо от войск Петлюры, под собственным галицким командованием, без какой-либо политической программы, с одной только целью борьбы с большевизмом». В оригинале текст этого заявления был написан по-русски.

## Последствия

Парад частей Добровольческой армии в Киеве. Слева на переднем плане командующий Добровольческой армией генерал В. З. Май-Маевский, позади него: начальник группы войск генерал Н. Э. Бредов (за Май-Маевским в белой гимнастёрке) и командир 5-го кавалерийского корпуса генерал Я. Д. Юзефович (на переднем плане в белой гимнастёрке)

В результате действий «запорожського старши́ны» победа украинских войск в одночасье обернулась их поражением. На утро 19 августа (1 сентября) 1919 год в Киеве был расклеен приказ генерала Бредова: «…отныне и навсегда Киев возвращается в состав единой и неделимой России».
20 августа (2 сентября) 1919 года правительство УНР издало обращение к украинскому народу, в котором фактически признавало состояние войны с ВСЮР.
21 августа (3 сентября) 1919 года Петлюра, неожиданно для галичан, заключил договор с Польшей, уступив ей Галицию и Прикарпатскую Русь — земли, из-за которых Галицкая армия и вела с Польшей войну. Взаимное недоверие между лидерами УНР и ЗУНР всё более нарастало.
22 августа (4 сентября) 1919 года Петлюра отдал приказ отвести украинские войска ещё далее на запад, на линию Казатин — Житомир. Район Киева заняла группировка генерала Бредова в составе 15-й и 7-й дивизий (до 8 тысяч бойцов).
Командующий Добровольческой армией генерал В. 3. Май-Маевский в интервью газете «Киевская жизнь», в частности, заявил: «Что касается до наших отношений с Петлюрой, то они таковы: Петлюра или станет на платформу Единой Неделимой России, с широкой территориальной самобытностью, или ему придётся с нами драться, чего, однако, войска его совершенно не желают. Глубоких корней в массах идея Петлюры не имеет и обречена на гибель». 31 августа (13 сентября) 1919 года всё же начались переговоры делегации УНР в лице генерала М. В. Омельяновича-Павленко с командованием ВСЮР в лице генерала П. П. Непенина. Белые не проявили гибкости и продолжали настаивать на своих первоначальных требованиях, в частности, генерал Непенин заявил: «Добровольческая армия идет под лозунгом реставрации Единой Неделимой России в границах довоенного времени, с существенной вставкой о широкой автономии окраин и что переговоры возможны будут только в том случае, если украинское правительство присоединится к этому лозунгу. Украинская армия …может быть либо нейтральной, либо враждебной нам и в первом случае она должна признать верховное командование над собой генерала Деникина». Такие условия были абсолютно неприемлемы для украинской стороны. Переговоры были сорваны. Создать единый антибольшевистский фронт на Юго-Западе России не получилось. Но 12-я красная армия была разгромлена, Киев включен в территорию, контролируемую ВСЮР.
В дальнейшем «черносотенство новой России, которое подтверждалось уже хотя бы тем, что на юге генерал Деникин вступил в борьбу с украинским патриотом С. В. Петлюрой» спикер финской Эдускунты Лаури Реландер называл в числе причин отказа от помощи белой Северо-Западной армии во время её катастрофического отступления осенью 1919 года.
В январе 1920 года во время отступления Вооруженных Сил на юге России войска ген. Бредова, оказавшись отрезанными от основных сил белогвардейцев, были вынуждены совершить знаменитый Бредовский поход.

### Мемуары и первоисточники
- А. А. Гольденвейзер. Из киевских воспоминаний (1917 — 1920 гг). — Архив русской революции издаваемый И. В. Гессеном. — Берлин: Slowo-Verlag, 1922. — Т. VI. — С. 161—303. — 366 с.
- Журнал Главного штаба Украинской Галицкой армии = Денник Начальноi Команди Украінськоi Галицькоi Армii. — Нью-Йорк: Червона калина, 1974. — 325 с.
- Кравс, А. За УкраЇнську справу. Спомини генерала У. Г. А. — Львов: Научного товарищества им. Т. Шевченко. — С. 98.
- Україна. 1919 рік. Капустянский Н. А. Похід Українських армій на Київ—Одесу в 1919 роцi. Маланюк Е. Ф. Уривки зi спогадів. Документи та матеріали / Я. Тинченко. — 1-е. — Київ: Темпора, 2004. — 558 с. — 1000 экз. — ISBN 966-8201-05-1.

### Научная
- Пученков, А. С. Национальный вопрос в идеологии и политике южнорусского Белого движения в годы Гражданской войны. 1917—1919 гг // Из фондов Российской государственной библиотеки : Диссертация канд. ист. наук. Специальность 07.00.02. — Отечественная история. — 2005.
- Машкевич, С. В. Два дня из истории Киева. — 1-е. — Киев: Варто, 2010. — 160 с. — 1500 экз.
- Савченко, В. А. [militera.lib.ru/h/savchenko_va/09.html Глава девятая. Война белогвардейцев против армии УНР и махновцев (декабрь 1918 — январь 1920)] // [militera.lib.ru/h/savchenko_va/index.html Двенадцать войн за Украину]. — 2-е. — Харьков: Фолио, 2006. — 415 с. — (Время и судьбы).
- Савченко, В. А. Глава 17. Поход на Киев и потеря Киева 26 июля — 22 сентября 1919 г. // Симон Петлюра. — 1-е. — Харьков: Фолио, 2004. — 107 с. — ISBN 966-03-3454-0.